# Río Kriva
El río Kriva  (en macedonio: Крива Река, Kriva Reka) es un río de 75 kilómetros de largo en el noreste de Macedonia del Norte, y el mayor afluente izquierdo del río Pčinja.
El nombre Kriva Reka significa «río curvo» en macedonio.

## Geografía y afluentes
El río nace en las laderas nororientales de la montaña Osogovo por debajo del pico Carev vrh (2 085 m), a una altitud de 1932 m. En la desembocadura cerca del pueblo de Klečevce el río fluye a una altitud de 294 m. Desde el manantial hasta el primer afluente del Kiselička reka (alrededor de 18 km del nacimiento), el río fluye hacia el noroeste y luego gira bruscamente hacia el suroeste.
Los principales afluentes del Kriva Reka son: el Kiselicka reka, Gaberska reka, Raska reka, Rankovecka reka, Vetunicka reka, Drzava (o Rudjinska drzava), Zivusa, Duracka reka, Kratovska reka, Povisnica y Vrlej. Pertenece a la cuenca hidrográfica del mar Egeo. El Kriva reka drena un área de alrededor de 1.002 km².

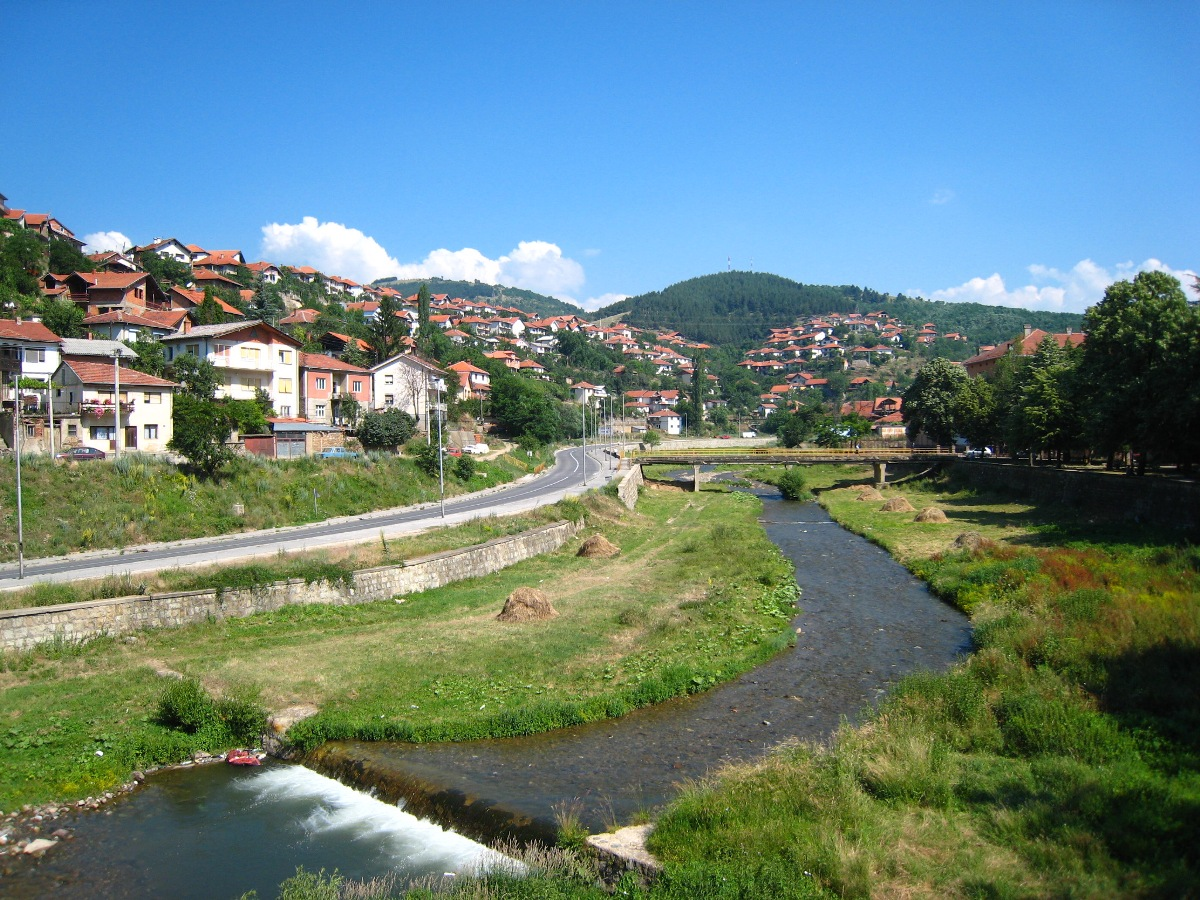
El río Kriva Reka discurre a través de la ciudad de Kriva Palanka